# Torre do Terrenho, Sebadelhe da Serra e Terrenho
Torre do Terrenho, Sebadelhe da Serra e Terrenho (llamada oficialmente União das Freguesias de Torre do Terrenho, Sebadelhe da Serra e Terrenho) es una freguesia portuguesa del municipio de Trancoso, distrito de Guarda.

## Historia
Fue creada el 28 de enero de 2013 en aplicación de una resolución de la Asamblea de la República de Portugal promulgada el 16 de enero de 2013 con la unión de las freguesias de Sebadelhe da Serra, Terrenho y Torre do Terrenho, pasando su sede a estar situada en la antigua freguesia de Torre do Terrenho.

## Demografía
| Gráfica de evolución demográfica de Torre do Terrenho, Sebadelhe da Serra e Terrenho entre 2011 y 2021 |
| |
| Datos según el nomenclátor publicado por el INE portugués.                                             |